# Styrsö-klass
Styrsö-klass är en fartygsklass inom svenska marinen och är uppkallad efter det första fartyget i klassen i en serie av fyra minröjningsfartyg som är byggda mellan åren 1996 och 1997. Skroven byggdes av glasfiber. Fartygen har som uppgift minsvepning, minjakt och bevakningar. De är utrustade för såväl akustiskt, magnetiskt och mekaniskt minsvep. 
Fartygstypen förbereddes ursprungligen för att beväpnas med 2 stycken 12,7 mm kulsprutor.

## Fartyg i klassen
| Fartygsnummer | Namn       | Byggandet påbörjas | Sjösattes       | I tjänst         | Regemente | Status                                |
| ------------- | ---------- | ------------------ | --------------- | ---------------- | --------- | ------------------------------------- |
| M11           | HMS Styrsö |                    | 1996            |                  |           | Avrustad och i materialberedskap.     |
| M12           | HMS Spårö  |                    | 30 augusti 1996 | 21 februari 1997 |           | Ombyggd till Spårö-klass              |
| M13           | HMS Skaftö |                    | 1997            |                  |           | Ombyggd till lednings- och lagfartyg. |
| M14           | HMS Sturkö |                    | 27 juni 1997    |                  |           | Ombyggd till Spårö-klass              |